# Bobrowniki (powiat pajęczański)
Bobrowniki – wieś w Polsce położona w województwie łódzkim, w powiecie pajęczańskim, w gminie Działoszyn.
W latach 1975–1998 miejscowość należała administracyjnie do województwa sieradzkiego.